# Чюрлёнис, Микалоюс Константинас

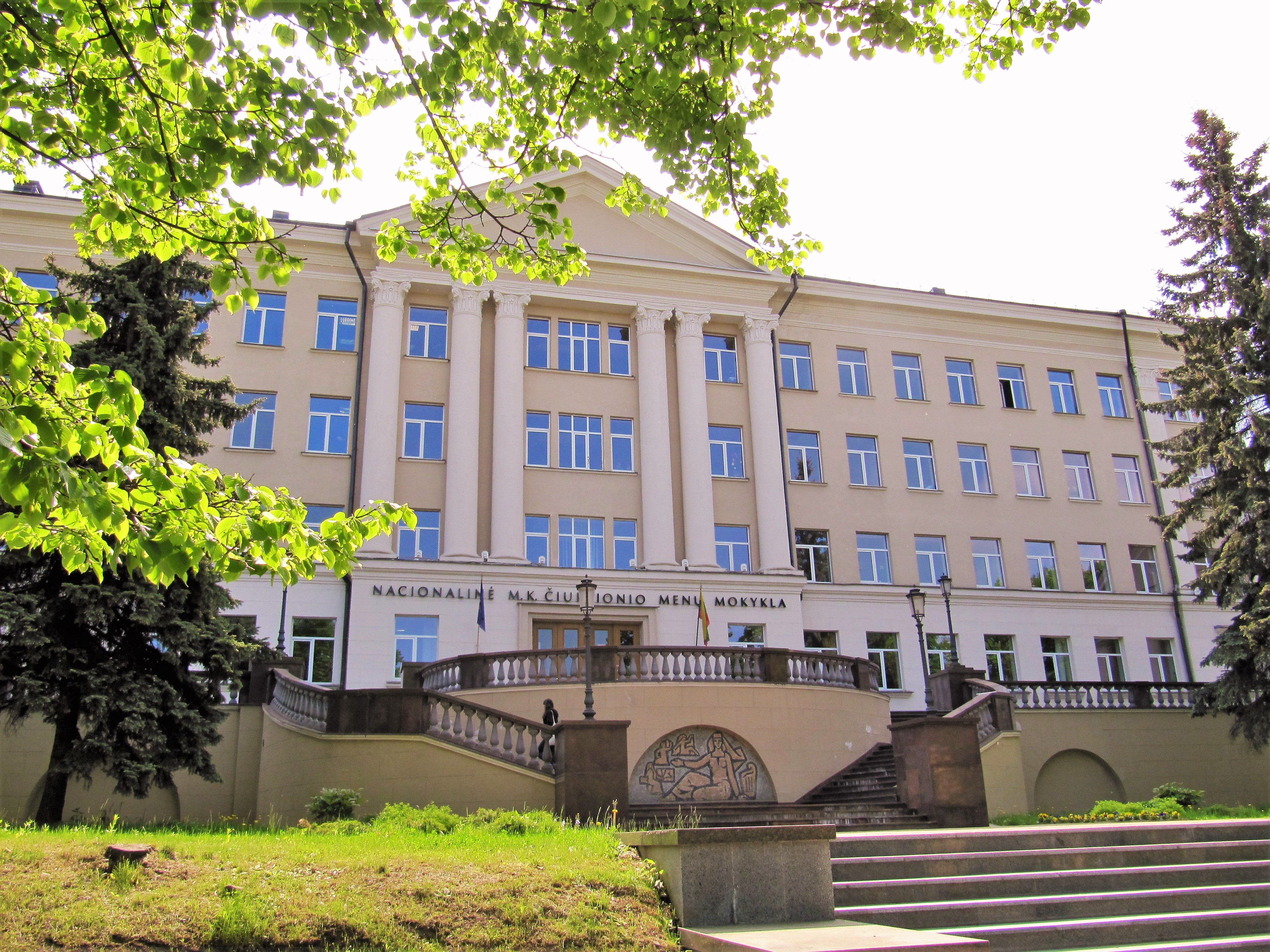
Национальная школа искусств имени Чюрлёниса, Вильнюс, Литва

Микало́юс Константи́нас Чюрлёнис (до 1955 г. использовалась русская форма имени Николай Константинович Чурлянис) ; лит. Mikalojus Konstantinas Čiurlionis; пол. Mikołaj Konstanty Czurlanis; (10 (22) сентября 1875 — 28 марта (10 апреля) 1911) — российский композитор и художник литовского происхождения,  родоначальник профессиональной литовской музыки, далеко раздвинувший своим творчеством границы национальной и мировой культуры.

## Биография
Родился в деревне Старые Ораны (в 4 км севернее города Ораны), детство провёл в Друскениках, где его отец, Константин Чурлянис, был органистом. Мать по имени Адель Радманн была немецкого происхождения, из семьи евангелистов, эмигрировавших из Регенсбурга в связи с гонениями со стороны католической церкви. В семье будущего художника звали «Константом», в семье говорили на польском языке, Чюрлёнис на протяжении всей своей жизни писал дневники только по-польски, как и все свои литературные произведения, а также большинство писем.
Когда у мальчика проявились способности к музыке, он был зачислен в музыкальную школу князя Михаила Николая Северина Марка Огинского (1849—1902) в Плунге (1889—1893). Князь — потомок и тёзка Михаила Клеофаса Огинского (автора знаменитого полонеза «Прощание с родиной», написанного в 1794), — несмотря на ряд конфликтов, всё же начал относиться к Чюрлёнису с большой симпатией. В этой школе и княжеском оркестре началась профессиональная музыкальная карьера будущего композитора и художника.
Князь предложил Чюрлёнису поступить в Варшавский музыкальный институт (1894—1899) и обеспечил его стипендией. В 1899, после защиты диплома, Чюрлёнис получил от князя в подарок пианино. Затем написал симфоническую поэму «В лесу», которая стала первым литовским симфоническим произведением. Уехав в Германию, он обучался там музыке в Лейпцигской консерватории (1901—1902).
После смерти князя Чюрлёнис, оставшийся без стипендии, вынужден был покинуть Лейпциг, а осенью 1902 г. уехать в Варшаву. Здесь он учился живописи в рисовальной школе Яна Каузика (1902—1905) и в художественном училище (1905) у К. Стабровского. Работы Чюрлёниса получили одобрение, и «ему… была предоставлена свобода в реализации своих замыслов».
Около 1904 году он вступил в Варшаве в общество взаимопомощи и руководил хором.
Впервые экспонировал свои работы как художник в Варшаве в 1905 году. В 1906 его произведения демонстрировались на выставке учеников Варшавского художественного училища в Санкт-Петербурге.

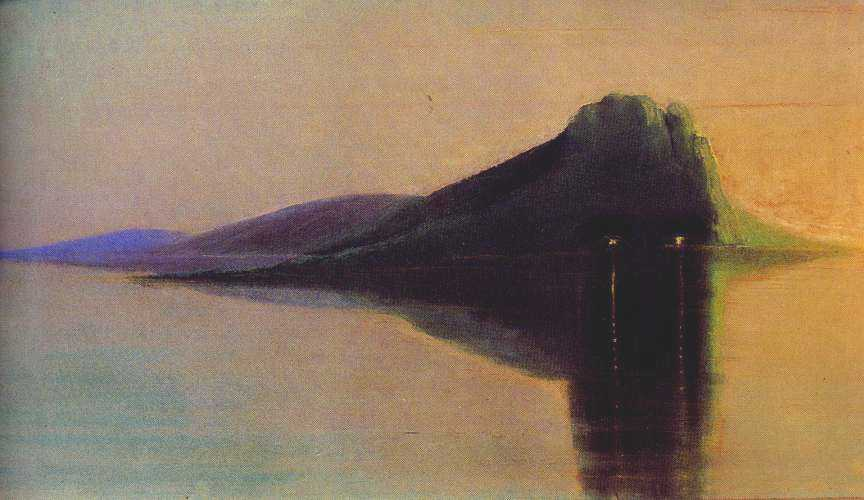
М. К. Чюрлёнис. Покой

Первый публичный и подчёркнуто положительный отзыв о его картине «Покой» появился в газете «Биржевые ведомости» (№ 9266 за 1906 г.). Успех Чюрлёниса был хорошо воспринят в среде его соотечественников, поскольку им импонировало, что по происхождению он — литовец, хотя и не знающий литовского языка.
В январе 1907 года в Вильне была организована первая выставка литовского изобразительного искусства, одним из инициаторов и участников которой стал Чюрлёнис. Это послужило причиной его возвращения на родину.
Широко известный портрет Чюрлёниса — официальный, многократно растиражированный, но искажающий его внешность, на котором художник выглядит много старше своих лет (неполных 33 года), — сделан после бессонной ночи, проведённой им во время подготовки к выставке литовского искусства весной 1908 г.
В 1908 году он жил в Вильне, где руководил хором, часть времени проводил в родном доме в Друскининкае и Паланге.
Ещё в 1905 г. он начал пропагандировать «возрождение литовцев». Однако его намерения были встречены настороженно, с возмущением. Соседям было непонятно, почему в его родном доме всегда весело, поскольку там ежедневно звучала музыка.
Малонаселенный, лесной регион, где находится Друскининкай, почти не испытал культурного влияния классического средневековья и до XIV века (1387 г.) оставался во многом языческим краем. И после, хотя здесь укрепилось католичество, в среде местных жителей были широко распространены суеверия. Здешние обитатели некритически принимали на веру рассказы «очевидцев», которые утверждали, что своими глазами наблюдали в топке локомотива на станции Поречье некрупного дьявола. Появившийся в Друскининкае в 1908 г. автобус внушал тут многим ужас; завидев его на дороге, люди спешили укрыться в лесу. В такой атмосфере обывателей было нетрудно настроить против идеи национального возрождения, а его сторонников объявить «литвоманами», язычниками и колдунами. В этом же направлении действовало и польское духовенство.
В Вильне Чюрлёнис познакомился с молодой начинающей писательницей, увлечённой идеей поднять уровень литовской национальной культуры, и женился на ней в 1909 году. Это была София Чюрлёнене-Кимантайте (1886—1958).
Осенью 1908 года в Петербурге при содействии М. В. Добужинского прошла выставка «Салон», для участия в которой ранее неизвестный автор был приглашён Сергеем Маковским. Так Чюрлёнис вошёл в круг художников, позднее создавших объединение «Мир искусства». В январе и феврале следующего года на выставке этого объединения были выставлены 125 картин Чюрлёниса.
Приезд в Петербург тяжело отразился на его настроении как по причине неопределённости перспектив, так и вследствие того, что он столкнулся с равнодушием и непониманием своих намерений. Он испытывает глубокое разочарование от ежедневных встреч со своими единомышленниками, которые, не желая потерять контакт с массами, пытались создать национальную культуру на базе фольклора или же понятной всем живописи, воспроизводившей знакомые пейзажи. Подниматься на более высокий культурный уровень они не хотели, да и просто были не в состоянии. Помимо этого художник испытывал настоящую нужду, когда не хватало денег на краски, так что он временами должен был собирать на полу их остатки.

Занавес для сцены литовского общества «Рута»

В 1909 году Чюрлёнис с воодушевлением взялся за свою наиболее масштабную работу — занавес для общества «Рута» размером 4×6 м. Он собственноручно загрунтовал холст и расписал его, использовав стремянки. Но этот его труд оказался непонятым, что серьёзно повлияло на психическое состояние автора.
К весне 1910 года состояние его здоровья ухудшилось, и он был помещён в санаторий «Красный Двор» (пол. Czerwony Dwór) в варшавском пригороде Пустельники (ныне в черте ближайшего варшавского пригорода города Марки).
В марте 1911 он сообщил открыткой родителям о своём намерении провести лето с ними в Друскениках, однако 10 апреля умер от простуды. Его могила находится на кладбище Росса в Вильнюсе.
Жена Чюрлёниса София Чюрлёнене-Кимантайте (1886—1958), писательница, поэтесса, литературный критик, драматург, переводчик, педагог, общественный деятель, заслуженный деятель науки Литовской ССР (1954), пережила супруга на 47 лет. Дочь Данута (1910-1995) родилась незадолго до его смерти, на ней был женат архитектор В. В. Зубов, в семье родилось трое детей.

## Адреса в Санкт-Петербурге
- Вознесенский пр., 55. Здесь Чюрлёнис снимает комнату по приезде в Санкт-Петербург в 1906 году[4].
- 7-я Красноармейская ул., 16 (быв. 7-я рота 16). В этом доме бывал Чюрлёнис в гостях у М. Добужинского в 1906—1909 годах[4][5].
- Проспект Римского-Корсакова, 65 (бывш. Екатерингофский проспект, 65) — 1908—1909 гг. Чюрлёнис живёт здесь вместе со своей женой Софией Кимантайте[4].
- Измайловский пр., 5 — осень 1909 года. Последний адрес Чюрлёниса в Петербурге[4][6].

## Черты личности
Это был живой, добрый, сердечный и открытый человек, любивший делиться своими впечатлениями. В общении с людьми вёл себя скромно и не старался выделиться. Обладал некоторыми гипнотическими способностями. Однако он вскоре прекратил свои эксперименты, поняв, что они нередко огорчают людей.
Несмотря на свою скромность, он оказывал сильное влияние на своё окружение.
Его близкий друг Влодзимеж Моравский, брат композитора Эугениуша Моравского-Домбровы, говорил: «Все мы чувствовали, что среди нас находится необыкновенный человек, отмеченный не только выдающимся интеллектом, но и огромной моральной силой». «Когда Чюрлёнис был с нами, все мы были лучше. Рядом с ним не могло быть ни плохого человека, ни злых чувств. Он разливал вокруг себя какой-то свет», — вспоминала супруга английского консула в Варшаве Галина Вельман.
Единственное, что могло его вывести из себя, — это обращённая к нему просьба «объяснить» содержание той или иной его картины. Он негодовал «…почему они не смотрят. Почему не напрягают свою душу! Ведь каждый по-иному подходит и иначе воспринимает произведения искусства».

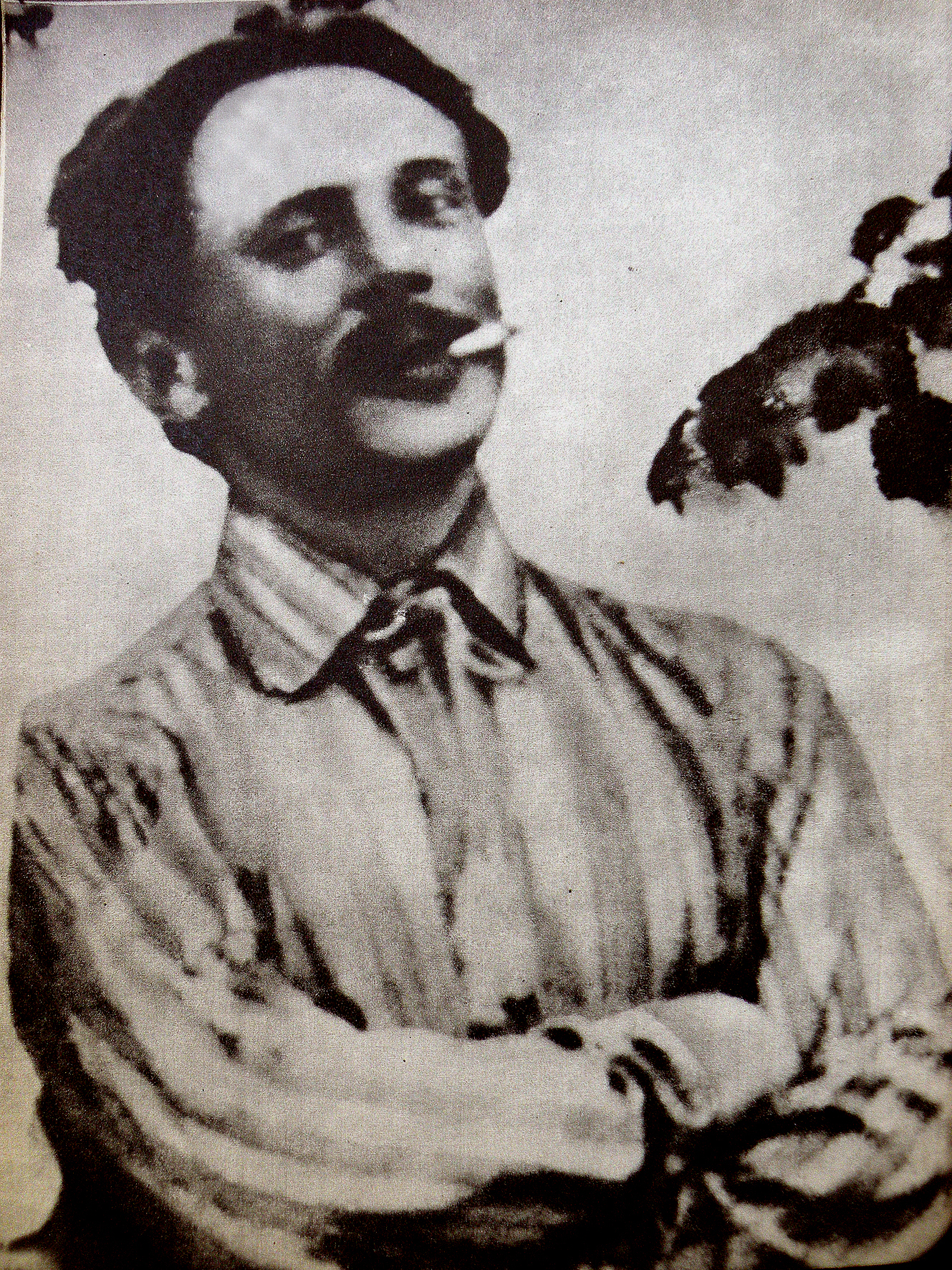
Портрет. Таким его помнят родные и знакомые
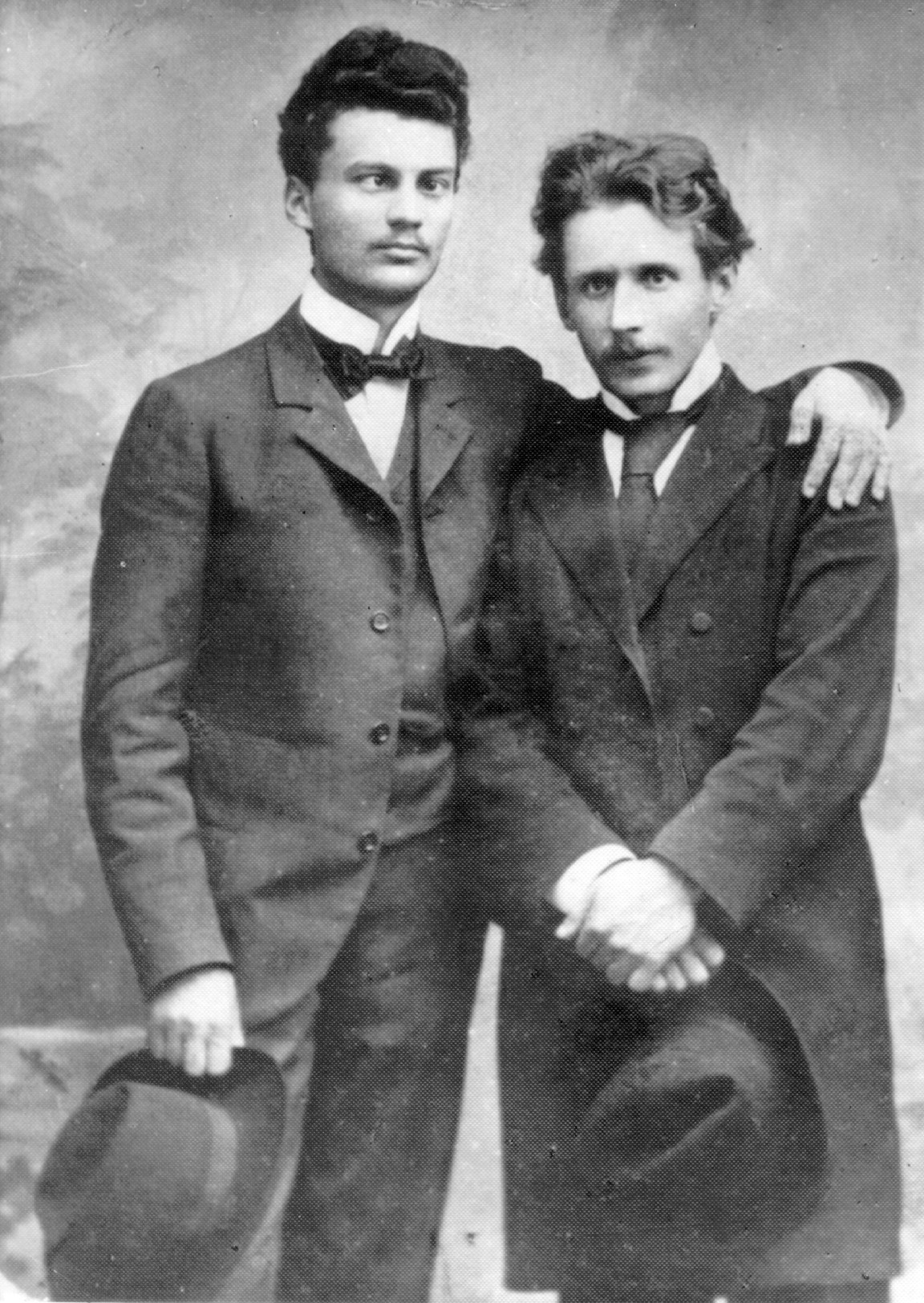
Чюрлёнис с другом — композитором Эугениушем Моравским-Домбровой. Варшава, 1899
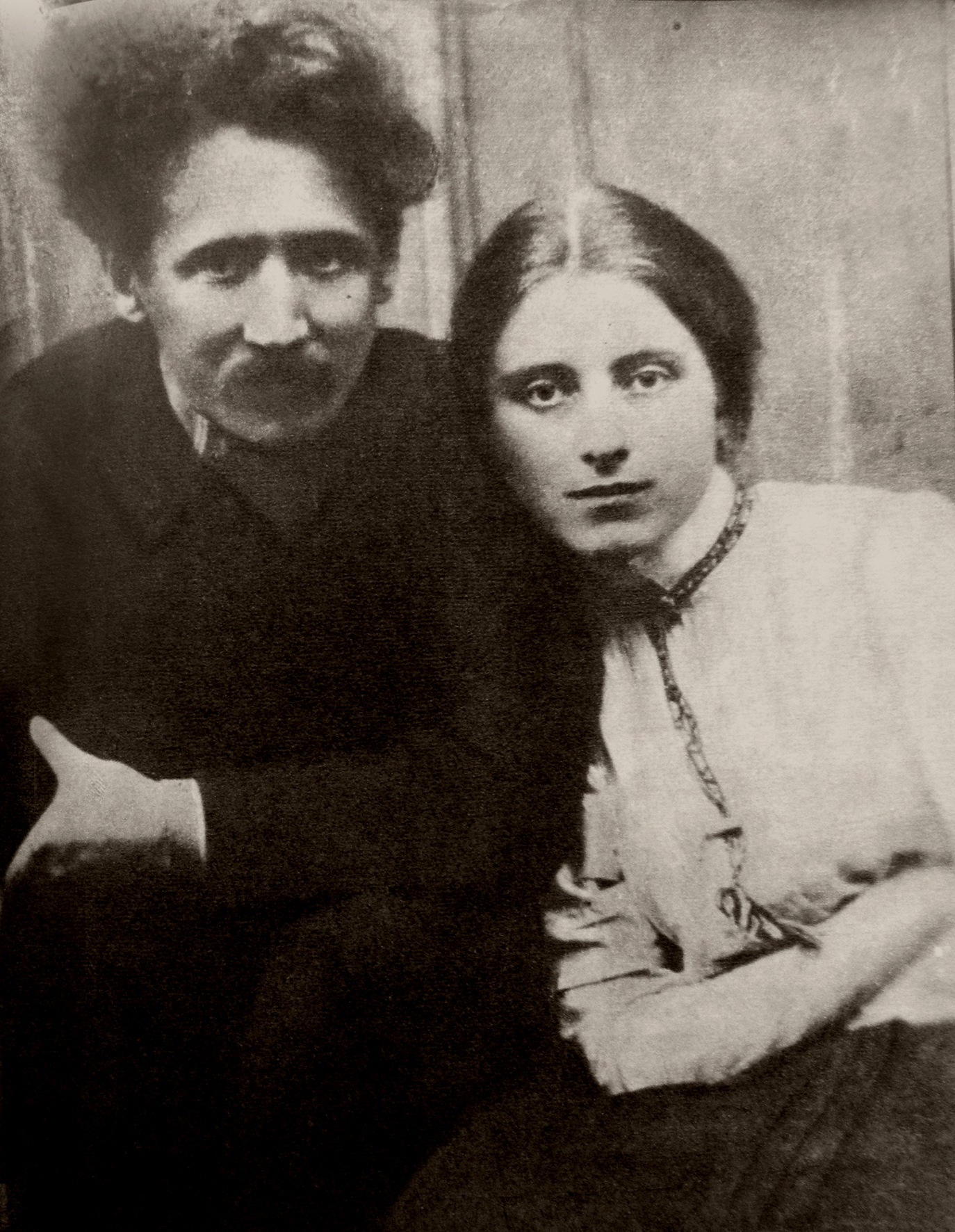
Чюрлёнис с супругой Софией Чюрлёнене-Кимантайте
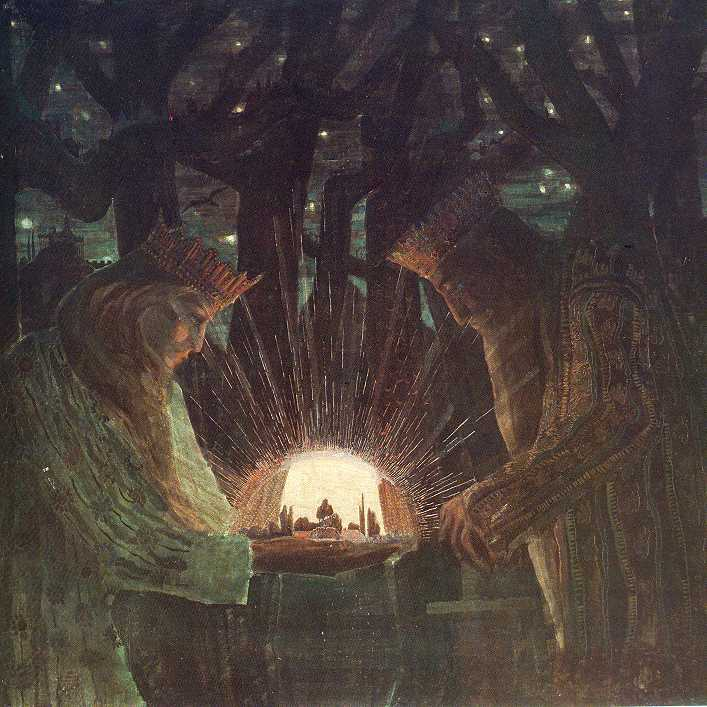
М. К. Чюрлёнис. Сказка королей
М. К. Чюрлёнис. Истина

### Музыкальное творчество
Автор первых литовских симфонических поэм «В лесу» (1900—1901) и «Море» (1903—1907), увертюры «Кястутис» (1902), кантаты для хора и симфонического оркестра «De profundis» (1899), струнного квартета, произведений для хора, а капелла на тексты псалмов. Записал и обработал свыше 60 литовских народных песен. Сочинил свыше 200 произведений для фортепиано (прелюдии, вариации, «пейзажи», произведения для струнного квартета и органа).

## Изобразительное искусство
М. К. Чюрлёнис написал около 300 произведений в духе модерна (ар-нуво), сочетающих влияние символизма с элементами народного декоративно-прикладного искусства, цитатами и реминисценциями из японской, египетской, индийской культур, стремление к синтезу искусств и к поискам аналогий музыки и изобразительного искусства. Последнее особенно явственно в таких произведениях, как «Соната солнца», «Соната весны» (1907), «Соната моря», «Соната звёзд» (1908). Создавал символически-обобщённые произведения, переносящие в мир сказки (триптих «Сказка», цикл «Сказка королей»; 1907), космогонических и астральных мифов (циклы «Сотворение мира», 1904—1906, «Знаки Зодиака», 1907), народных представлений (циклы «Весна», «Зима», 1907; «Жемайтские кресты», 1909).
Многие произведения утрачены, иные находятся в Национальном художественном музее имени М. К. Чюрлёниса в Каунасе. Одиночные работы — в музеях Вильнюса, Варшавы, Санкт-Петербурга. Несколько работ — в частных коллекциях.

### Картины-сонаты

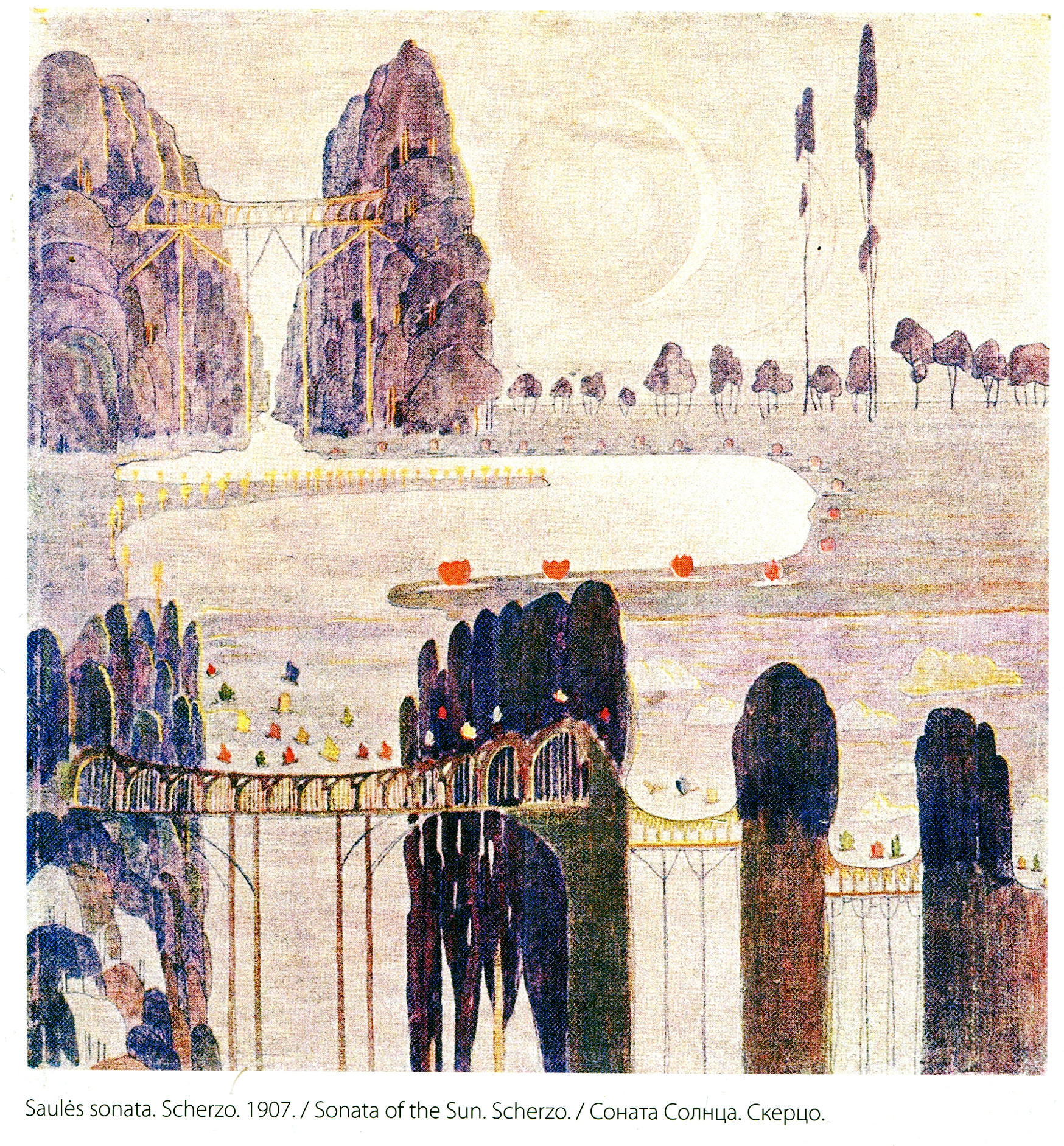
Соната Солнца. Скерцо.
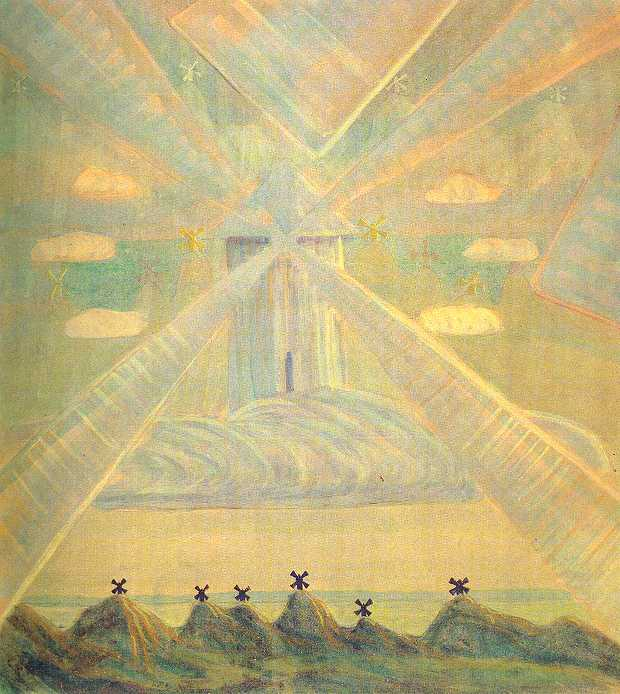
Соната весны. Анданте
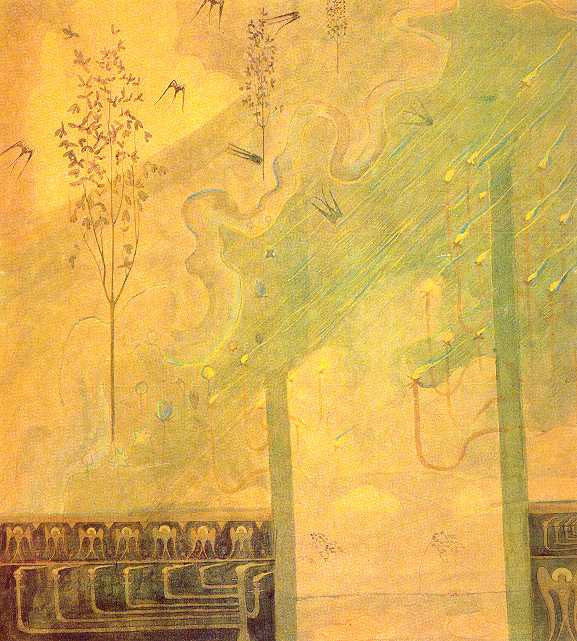
Соната лета. Скерцо
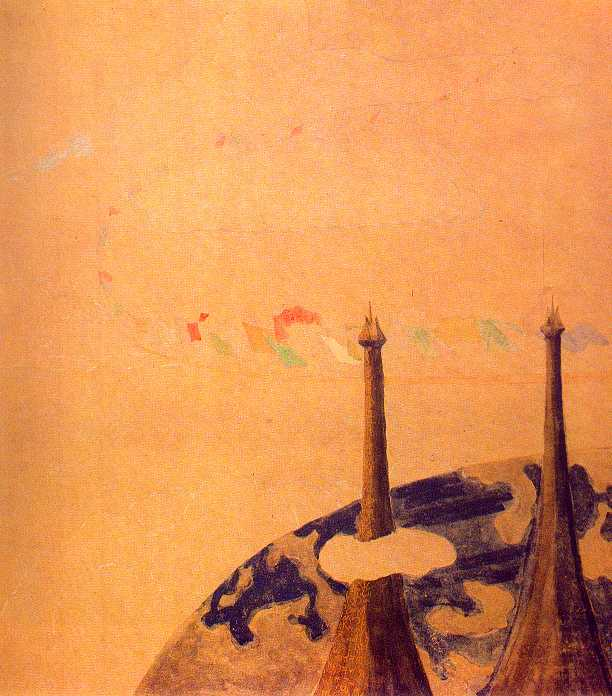
Соната весны. Финале
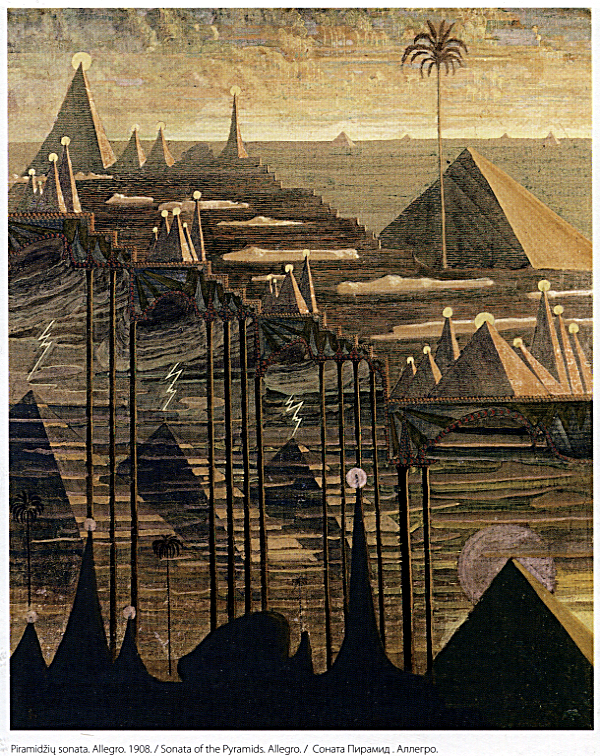
Соната пирамид. Аллегро
Соната звёзд. Аллегро

### Сюжетные картины

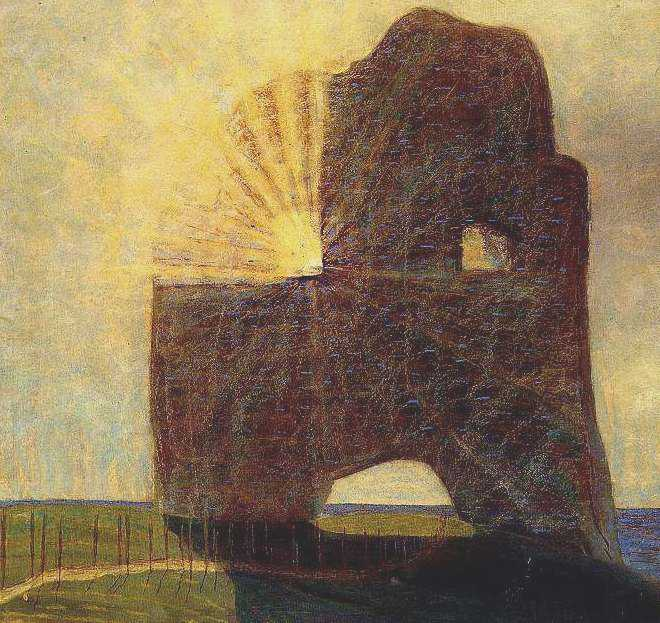
Прошлое
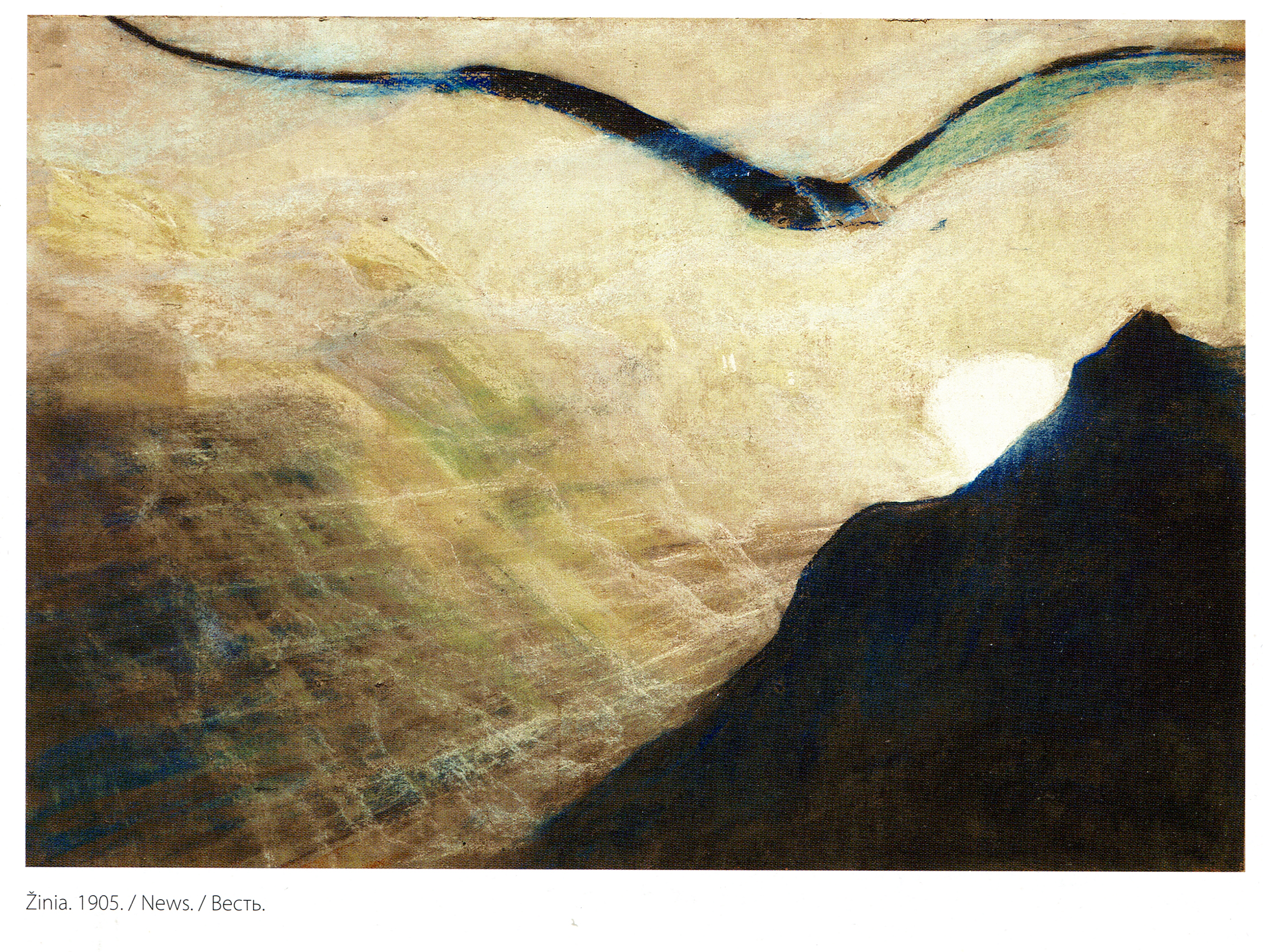
Весть
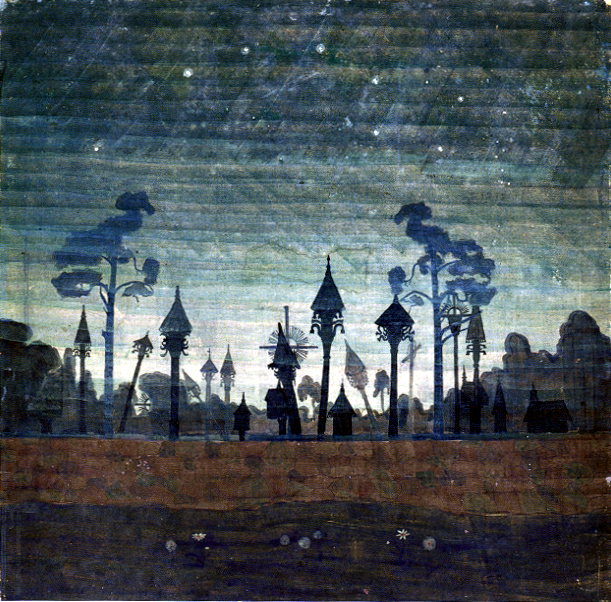
Жемайтское кладбище
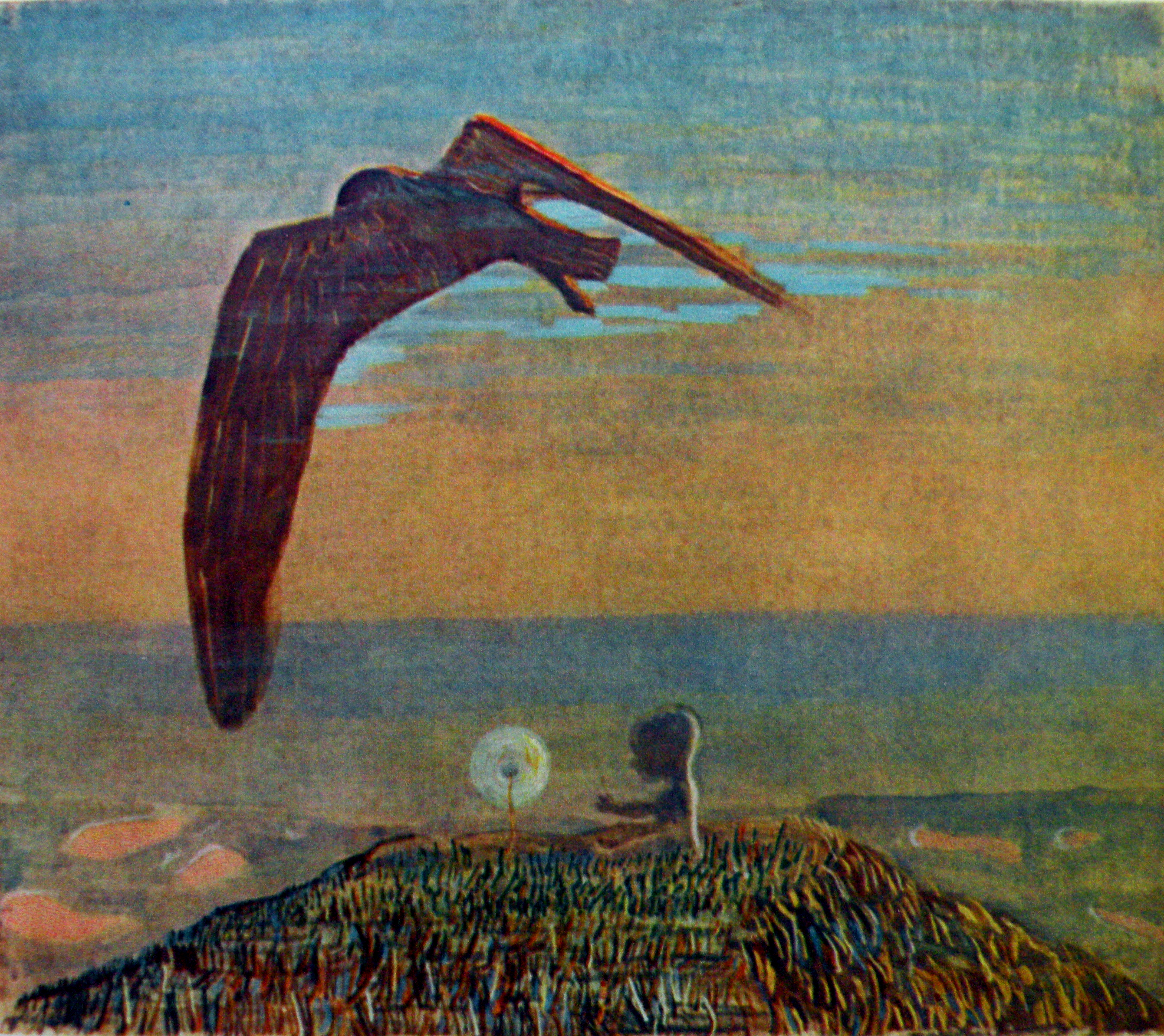
Летит чёрная беда
Тоска
Мой путь

## Отзывы о творчестве Чюрлёниса

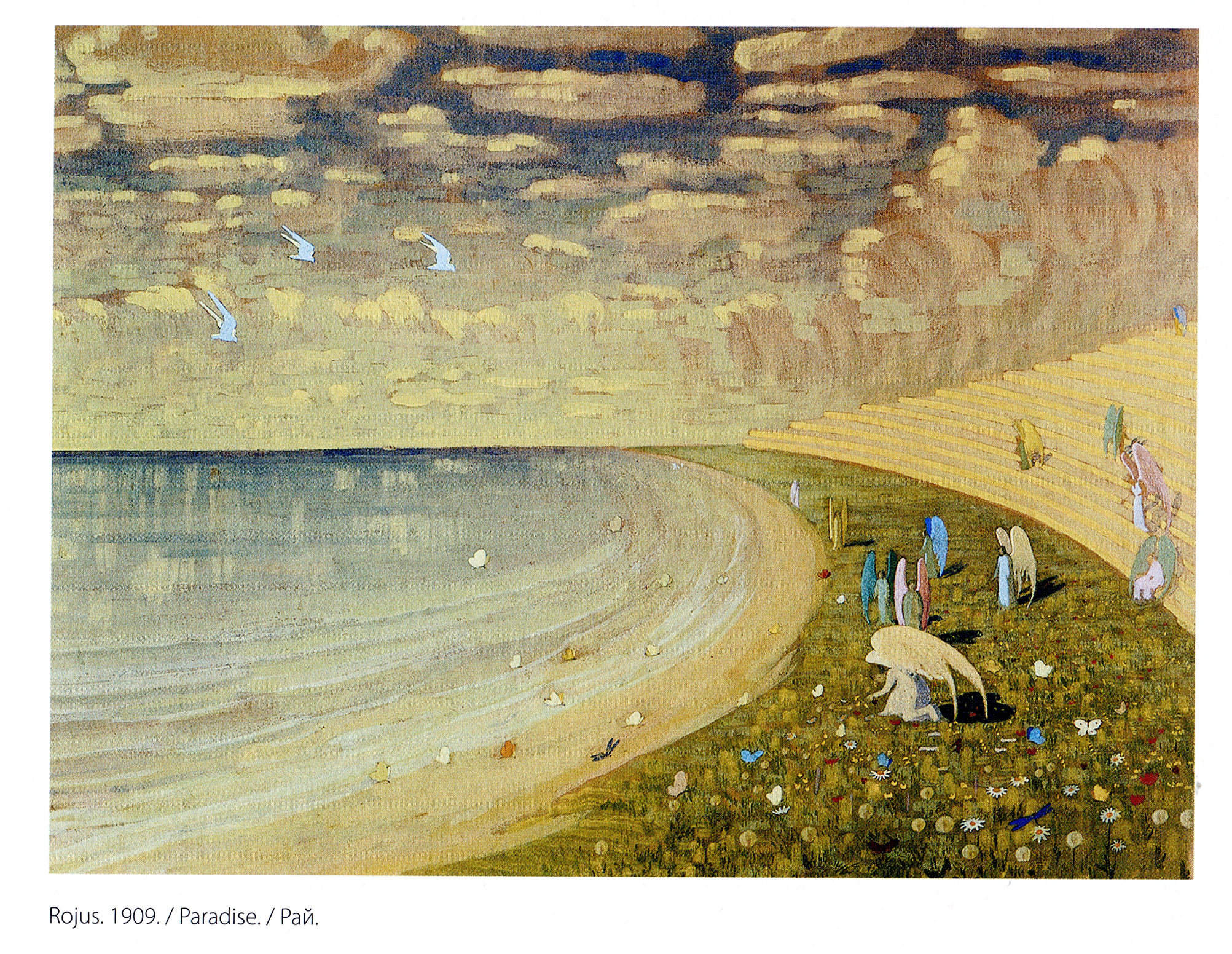
Рай

Несмотря на то, что творчество Чюрлёниса стоит в стороне от известных течений в живописи, ему определено место между символизмом и абстракционизмом с признаваемым влиянием музыки. Считается, что в идеологическом плане он ближе всего к Ницше и Рудольфу Штейнеру.

Мы можем лишь едва угадывать первоначальный ужас, что принесло Чурлянису всё более раскрывающееся ясновидение, приведшее его впоследствии к созданию «Рая», где он вновь, хотя и по-новому, говорит о том, что некогда видели Филиппо Липпи и Фра Беато Анджелико. Он слишком ясно видел и слишком много знал…
— Б. Леман, 1912

Его гениальное, неповторимое творчество явило миру новый духовный континент.
— Ромен Роллан

Чурлянис… нарушил закон толпы, закон, которым никогда не поступится толпа и по которому всякий говорящий должен говорить понятно… В большинстве своём зритель считает, что картина Чурляниса всё равно непонятна, и потому воспринимает её как музыкальные созвучия и переживает лишь жалкие обрывки собственных чувств и пигмейских трагедий… Чурляниса нужно смотреть, понимая, что в его картинах вообще нет излишних подробностей, как нет подробностей вообще — в них всё главное. Язык картин прост, ясен и целен, а само творчество Чурляниса есть зрительное откровение прекрасного гармоничного мира, вечной беспредельной жизни.

… Отправной точкой его живописи служит, как это удостоверяет изучение его картин, зримая реальность. От неё он устремляется к тому, что ей внеположено, что прозревает он за её пределами… Живописная обработка элементов зрительного созерцания по принципу, заимствованному из музыки… вот его метод… Его творчество… есть опыт синтеза живописи, предполагающей изображение вещей в трёх измерениях. В противоположность этому музыка знает лишь одно пространство — время… Творчество Чурляниса есть попытка, без сомнения, непреднамеренная, наивная и всё же проведённая с тою бессознательной закономерностью, которая составляет постоянство истинного дарования. Если бы эта попытка была рассчитанным действием, подсказанным теоретическими изысканиями, она бы едва удалась. Ни одно искусство не должно стремиться к выходу в чужую область из своих естественных пределов. …Чурлянис избежал опасностей дурного совмещения и обезличения обоих искусств. Он… заставляет нас ощутить себя в ином пространстве, поглотившем время и движение

## Сочинения

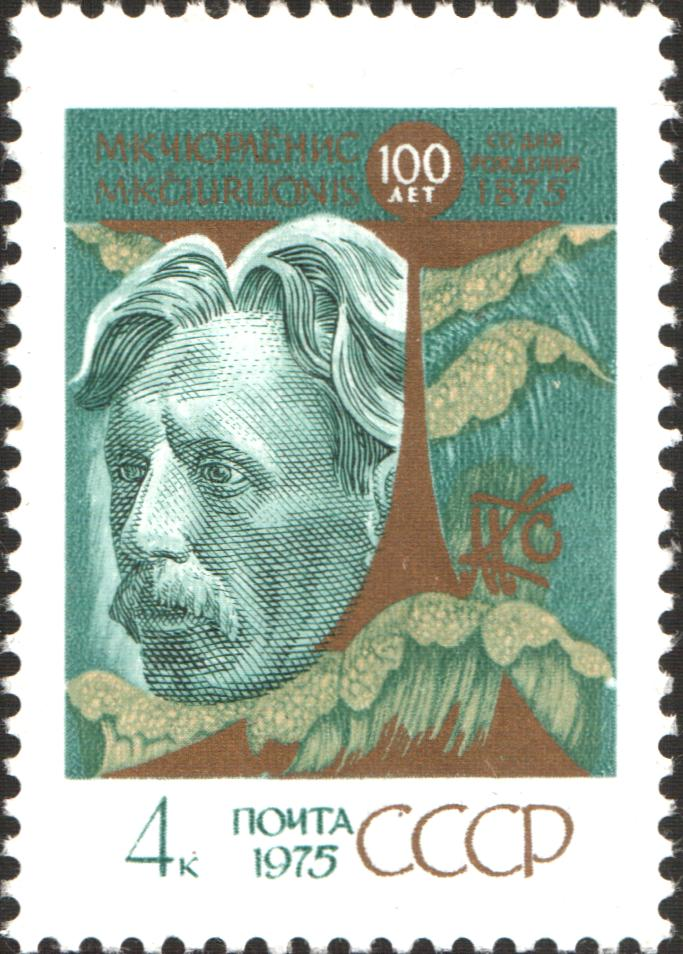
Почтовая марка СССР, посвящённая М. К. Чюрлёнису, 1975, 4 копейки (ЦФА 4494, Скотт 4357)

- Про музыку и рисование, письма, записи и статьи. — Вильнюс, 1960.

## Память
- В Каунасе находится Национальный художественный музей им. Чюрлёниса;
- в Друскининкае имеется Мемориальный дом-музей Чюрлёниса (филиал музея в Каунасе);
- в Друскининкае в его честь названа центральная улица;
- в Вильнюсе (ул. Савичяус, 11) расположен мемориальный культурный центр, дом М. К. Чюрлёниса; имя Чюрлёниса носит основанная в 1945 году Национальная школа искусств М.-К. Чюрлёниса — единственная в Литве школа искусств с полным 12-летним циклом обучения; именем Чюрлёниса в Новом городе названа улица, идущая к парку Вингис;
- в Минске в его честь названа улица;
- в Гродно есть улица и переулок Чюрлёниса;
- в Санкт-Петербурге в 1992 году установлена мемориальная доска на доме, где жил Чюрлёнис (пр. Римского-Корсакова, д. 65/11)[10] (арх. Р. Дичюс, скульптор А Шнипас (Литва));
- в литовском городе Таураге есть улица Чюрлёниса;
- в литовском городе Утена есть улица Чюрлёниса;
- в литовском городе Варена есть улица Чюрлёниса.

C 1965 года проводится конкурс имени Чюрлёниса, в котором участвуют пианисты и органисты.
На архипелаге Земля Франца-Иосифа на острове Гукера есть гора Чурляниса, названная в 1913 году в память о Чюрлёнисе; горе было дано то имя художника, под которым он был известен при жизни и несколько десятилетий после смерти.
17 февраля 1984 года в честь М. К. Чюрлёниса назван астероид 2420 Čiurlionis, открытый в 1975 году астрономом Н. С. Черных.
В 1999 году в Литве была отчеканена памятная монета номиналов в 50 литов, посвящённая столетию со дня смерти композитора.
30 сентября 2015 года в Минске у пересечения пр-та Дзержинского и ул. Чюрлёниса состоялось открытие памятного знака М. К. Чюрлёнису.